# فاياكوم (2005–2019)
فاياكوم (بالإنجليزية: .Viacom Inc)‏ كانت شركة إعلام ضخمة أمريكية متعددة الجنسيات تتركز اهتماماتها على صناعة الأفلام والتلفزيون الكبلي.

## وصلات خارجية
- الموقع الرسمي